# Scleria stereorrhiza
Scleria stereorrhiza är en halvgräsart som beskrevs av Charles Wright och Charles Baron Clarke. Scleria stereorrhiza ingår i släktet Scleria och familjen halvgräs.
Artens utbredningsområde är Kuba.

## Underarter
Arten delas in i följande underarter:
- S. s. major
- S. s. stereorrhiza